# Cố đô Huế
Cố đô Huế, còn gọi là Phú Xuân, là thủ phủ Đàng Trong dưới thời các chúa Nguyễn từ năm 1687 đến 1774, sau đó là thủ đô của triều đại Tây Sơn từ năm 1788 khi Hoàng đế Quang Trung tức Nguyễn Huệ lên ngôi. Khi Nguyễn Ánh lên ngôi vào năm 1802 lấy niên hiệu là Gia Long, ông cũng chọn thành Phú Xuân làm kinh đô cho nhà Nguyễn – triều đại phong kiến cuối cùng trong lịch sử Việt Nam. Huế kết thúc sứ mệnh là thủ đô Việt Nam vào năm 1945 khi vị hoàng đế cuối cùng của nhà Nguyễn là Bảo Đại thoái vị

## Lịch sử Cố đô Huế

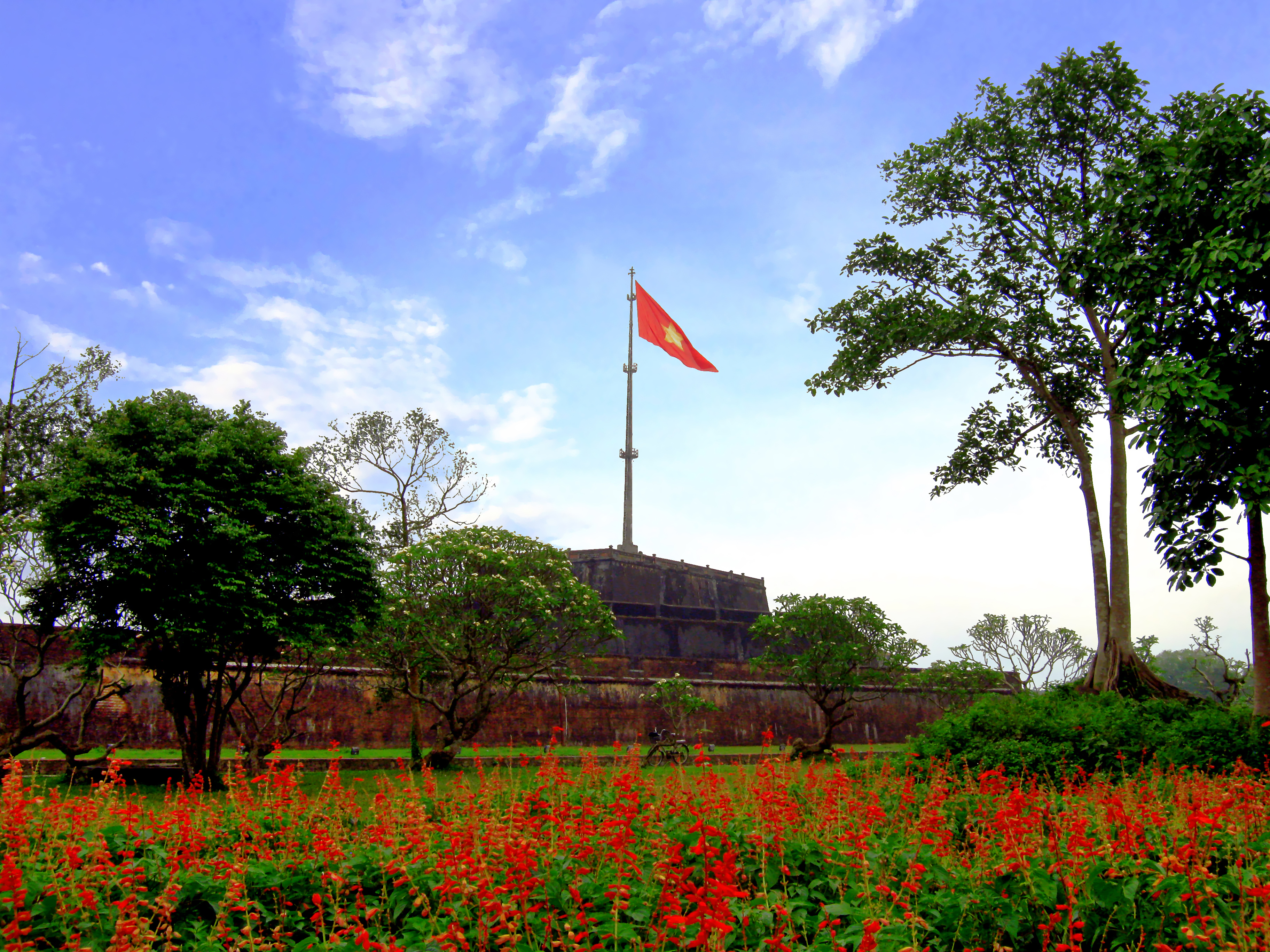
Hoa đỏ rực bên Kỳ Đài

### Thời kỳ hình thành và phát triển
Năm 1306, Công chúa Huyền Trân về làm vợ vua Chiêm là Chế Mân, đổi lấy hai châu Ô và Lý làm sính lễ. Năm 1307, vua Trần Anh Tông tiếp thu vùng đất mới và đổi tên là châu Thuận và châu Hóa. Việc gom hai châu này làm một dưới cái tên phủ Thuận Hóa (chữ Hán: 順化) được thực hiện dưới thời nội thuộc Nhà Minh. Đến đời Nhà Hậu Lê, Thuận Hóa là một đơn vị hành chính cấp tỉnh. Năm 1604, Nguyễn Hoàng đã cắt huyện Điện Bàn thuộc trấn Thuận Hóa, nâng lên thành phủ, sáp nhập vào trấn Quảng Nam. Thuận Hóa dưới thời các chúa Nguyễn, (thế kỷ 17- 18) là vùng đất trải dài từ phía nam đèo Ngang cho tới đèo Hải Vân.
Năm 1626, để chuẩn bị cho việc chống lại quân Trịnh, Chúa Sãi Nguyễn Phúc Nguyên dời dinh đến làng Phước Yên (Phúc An) thuộc huyện Quảng Điền, tỉnh Thừa Thiên và đổi Dinh làm Phủ.
Năm 1636, Chúa Thượng Nguyễn Phúc Lan chọn làng Kim Long, thuộc huyện Hương Trà, tỉnh Thừa Thiên, làm nơi đặt Phủ. Năm 1687, Chúa Nghĩa Nguyễn Phúc Thái, dời Phủ chúa về làng Phú Xuân (富春), thuộc huyện Hương Trà và năm 1712, chúa Minh Nguyễn Phúc Chu dời phủ về làng Bác Vọng, huyện Quảng Điền, Thừa Thiên làm nơi đặt Phủ mới.
Đến khi Vũ Vương Nguyễn Phúc Khoát lên cầm quyền năm 1738 thì phủ chúa mới trở về lại vị trí Phú Xuân và yên vị từ đó cho đến ngày thất thủ về tay quân họ Trịnh vào năm 1774..
Trong thời kỳ nhà Tây Sơn, Phú Xuân là đất phong của Nguyễn Huệ khi ông còn là Bắc Bình Vương. Từ trước khi lên ngôi hoàng đế, Nguyễn Huệ đã định dời đô ra Lam Thành, Yên Trường nhưng mà ông cũng đều không thành. Ở năm 1788, Sau khi chính thức lên ngôi Hoàng đế, ông vẫn chọn Phú Xuân là kinh đô của nhà Tây Sơn. Song vì hoàn cảnh chiến tranh, Quang Trung phải lo đối phó cả hai phía bắc (nhà Thanh) và nam (Nguyễn Ánh), nên ông có ý định chọn tỉnh Nghệ An làm nơi đóng đô vì đây là trung tâm giữa hai đường ra vào, gọi là Phượng Hoàng trung đô. Tuy nhiên thành mơi đang xây dang dở thì vua Quang Trung qua đời, hành cung chưa kịp đổi tên thành cung điện, vua kế vị là Nguyễn Quang Toản vẫn tiếp tục ở lại thành Phú Xuân, không xây dựng Phượng Hoàng trung đô nữa.
Sau khi Hoàng đế Quang Trung mất, thế lực của nhà Tây Sơn suy yếu dần, vua Cảnh Thịnh lên ngôi vẫn còn nhỏ tuổi, nhân cơ hội này, năm 1802, Nguyễn Phúc Ánh lật đổ nhà Tây Sơn, lên ngôi hoàng đế lập ra nhà Nguyễn và vẫn chọn Huế làm kinh đô cho triều đại mới vì nhiều lý do: về mặt lịch sử khi trước đó 9 đời chúa Nguyễn đã chọn đất Phú Xuân làm kinh đô, về địa thế Huế nằm ở trung tâm lãnh thổ Việt Nam thống nhất khi ấy, cũng như về chính trị khi ông lo ngại dân chúng phía Bắc còn thương tiếc triều Lê.
Tuy nhiên, kinh đô này cũng bộc lộ ba điểm yếu quan trọng:
- Thứ nhất là khung cảnh tự nhiên chật hẹp và vị trí địa lý bị cô lập. Huế nằm ở trung tâm của một dải đồng bằng nhỏ hẹp và ít dân, rất khó để huy động một nguồn lực lớn để phản ứng với tình thế khẩn cấp ở nơi khác. Nơi này lệ thuộc về lương thực, thuế khóa của các vùng khác chuyển tới, minh chứng là khi Tây Sơn chiếm được Quy Nhơn và cắt đôi Đàng Trong, Huế đã rơi vào cuộc khủng hoảng lương thực.
- Thứ hai, Huế nằm ở xa cả 2 trung tâm kinh tế, quân sự của Việt Nam là đồng bằng sông Hồng và đồng bằng sông Cửu Long. Riêng việc vận tải lúa gạo, lương thực, quân lính, tiền đúc... hàng năm giữa Gia Định - Huế - Hà Nội đã là một gánh nặng khổng lồ so với nhân lực thời bấy giờ.
- Thứ ba, Huế không phải là nơi có thể phòng thủ tốt. Nơi đây quá gần bờ biển, không thể phòng thủ nếu như cửa Thuận An bị hải quân địch cô lập (như Pháp sẽ làm vào năm 1883)

Một số vua triều Nguyễn ý thức phần nào về bất lợi trong vị trí địa lý của Huế, tuy nhiên triều đình không có lựa chọn nào khác tối ưu hơn.
Khi chọn Huế làm kinh đô, vua Gia Long đã cho xây dựng dạng kinh đô có tính phòng thủ: xây dựng một loạt tường thành, cung điện, công sở, đồn lũy ở bờ bắc sông Hương như Kinh Thành cùng với các phòng, bộ nha viện trong kinh thành, các công trình phòng thủ quân sự dọc bờ nước sông Hương, sông Hộ Thành và cửa biển Thuận An. Các công trình trên được xây dựng theo lối kiến trúc truyền thống của Huế, kết hợp với kiểu mẫu bố trí từ Trung Quốc và kỹ thuật quân sự, xây tường thành theo lối Vauban từ các nước phương Tây đồng thời tuân thủ theo nguyên tắc địa lý phong thủy phương Đông. Việc xây dựng này kéo dài suốt từ triều Gia Long tới triều vua Minh Mạng, từ 1802 tới tận 1917 với một loạt các công trình phục vụ cho công việc triều đình, sinh hoạt, tín ngưỡng giải trí của vua quan như: Lục Bộ Đường, Nội Các, Thái Y Viện, Đô Sát Viện, Khâm Thiên Giám, Thái Miếu, Hưng Miếu, điện Phụng Tiên... Ngoài kinh thành còn có các công trình phục vụ giáo dục như Văn Miếu, Võ Miếu, Quốc Tử Giám, Trường Thi...; ngoại giao như Thượng Bạc Viện và giải trí như Hổ Quyền. Cũng trong khoảng thời gian này, Huế đã tự hình thành cho mình một phong cách xây dựng lăng tẩm riêng theo phong cách triết học có sự chi phối của phong thủy địa lý, kết hợp phong cách nhà vườn Huế với phong cách cung đình Huế như ở các khu lăng tẩm tiêu biểu của vua Gia Long, Minh Mạng, Thiệu Trị, Tự Đức, Dục Đức và Đồng Khánh. Ngoài các công trình trên, giai đoạn này cũng là giai đoạn nhiều chùa quán, đền miếu được xây dựng trùng tu với bốn ngôi quốc tự Thiên Mụ, Giác Hoàng, Diệu Đế, Thánh Duyên và quốc quán Linh Hựu cùng với nhiều chùa chiến đền miếu nhỏ khác. Việc này đã hình thành thiền kinh của Phật giáo Việt Nam thế kỷ thứ 19 . Cũng với sự có mặt của hoàng gia, giai đoạn này hàng loạt các công trình phủ đệ được xây dựng mà lúc đỉnh cao có đến 85 phủ .
Từ năm 1917, nhiều công trình dân sự mang phong cách kiến trúc châu Âu vào Huế. Tiền đề của việc này đã có từ năm 1884, khi triều đình ký hiệp ước Patenôtre mở đường cho người Pháp xây dựng các công trình mang kiến trúc châu Âu ở trấn Bình Đài và lân cận: tòa Khâm Sứ Trung Kỳ ở bờ nam sông Hương được xây dựng và một loạt các công trình: dinh Công Sứ, nhà Dây Thép, nhà Đoan, nhà Đèn.. cùng với sự xuất hiện của khu phố Tây (quartier Européen) đã khiến cho các trại binh nhà Nguyễn ở nam sông Hương bị xóa sổ và dạng kiến trúc dân sự châu Âu xuất hiện ở Huế. Đến năm 1916, khi vị vua chống Pháp là Duy Tân bị bắt và đày đi đảo La Réunion và lập Khải Định lên ngôi, phong cách kiến trúc châu Âu bắt đầu chính thức xâm nhập mạnh mẽ vào Huế kể cả các công trình đền đài cung điện. Vua Khải Định bắt đầu cho xây dựng, cải tạo hàng loạt công trình với phong cách kiến trúc mới, vật liệu mới phi truyền thống mà tiêu biểu là xây mộ vua Đồng Khánh năm 1917, cải tạo nâng cấp khu vực Hoàng Thành (1921-1923), xây An Định Cung và tiêu biểu nhất là Ứng Lăng với phong cách châu Âu kết hợp với lý số phong thủy phương Đông, trang trí theo Nho giáo. Người kế vị vua Khải Định là Bảo Đại cũng cải tạo một loạt các công trình trong Hoàng Thành theo phong cách Âu hóa tạo một diện mạo kiến trúc mới cho quần thể các di tích ở Kinh đô Huế.

### Thời kỳ hiện đại
Cách mạng tháng Tám thành công kết thúc 143 năm trị vì của nhà Nguyễn, đồng thời cũng đánh dấu một giai đoạn khủng hoảng và suy thoái của quần thể di tích Huế. Việc người Pháp quay trở lại Đông Dương và sau đó là sự tham chiến của Mỹ đã biến Huế với địa thế của mình những năm đó thành một chiến trường giành giật ác liệt của tất cả các phe tham chiến đặc biệt trong các trận đánh vào tháng 2 năm 1947 và tết Mậu Thân năm 1968. Trong chiến tranh Đông Dương nhiều cung điện ở Huế bị Việt Minh phá hủy khi thực hiện chính sách tiêu thổ kháng chiến. Một loạt các công trình ở Huế trở thành phế tích. Điện Cần Chánh cùng hàng loạt công trình khác bị thiêu rụi, cầu Trường Tiền bị đánh sập 2 lần, Trấn Bình Đài bị quân đội Pháp rồi sau đó tới Quân lực Việt Nam Cộng hòa quân sự hóa mà tới giờ vẫn còn dấu tích. Trong sự kiện tết Mậu Thân 1968, quân đội các bên tham chiến giành giật nhau ác liệt Huế với cường độ bom đạn ác liệt đã tàn phá các di tích Huế dữ dội: đàn Nam Giao bị chặt trụi thông, các khu Quan Cư, Binh Xá, Thần Trù... vòng tường thành ngoài cùng bị máy bay ném bom phá hủy. Khu vực lăng tẩm bị rơi vào khu vực tranh chấp hoặc bị bom đạn tàn phá nặng nề. Ngoài ra năm 1953 và năm 1971, Huế còn trải qua hai trận lũ lớn càng làm cho các di tích Huế bị thương tổn nặng.
1975 kết thúc chiến tranh Việt Nam, nhưng trước đó toàn bộ quần thể di tích Huế bị tàn phá hư hỏng nặng nề với việc Tử Cấm thành gần như bị xóa sổ, các khu vực lăng tẩm đền miếu trong ngoài Kinh Thành bị hư hỏng nặng. Ngoài ra do không được chăm sóc, các công trình xây dựng còn bị tàn phá bởi thiên nhiên, cây cỏ xâm thực, ao hồ tù đọng không nạo vét. Mặc dù chính quyền mới thành lập đã đưa việc lập xếp hạng di tích, đưa quần thể kiến trúc di tích Huế vào bảo vệ ngay những buổi đầu sau chiến tranh, nhưng do các vấn đề chính trị - kinh tế khi ấy đã khiến việc bảo vệ di tu Huế vẫn bị lãng quên thậm chí xuất hiện việc sử dụng bừa bãi các công trình di tích không đúng mục đích, cho đến ngày thành lập Công ty Quản lý Lịch sử Văn hóa Huế vào năm 1982.

### Thời kỳ khôi phục
Năm 1981, tại Hà Nội, ông Amadou Mahtar M'Bow tổng giám đốc UNESCO đã ra lời kêu gọi cứu vãn Huế và phát động một cuộc vận động quốc tế giúp đưa việc di tu tôn tạo Huế trở lại quỹ đạo ban đầu. Năm 1982, nhóm công tác Huế-UNESCO được thành lập để theo dõi chỉ đạo công cuộc trùng tu lại Huế. Nhóm này đã tổ chức được 9 kỳ họp để triển khai phân công công tác bảo tồn với sự hỗ trợ và hợp tác của chính quyền Việt Nam. Qua 19 năm tích cực thực hiện công cuộc khôi phục, di tích Huế đã từng bước được cứu vãn và hồi sinh. Nhiều di tích có mức độ hư hỏng từ 30%–60% đã được tu bổ. Trung tâm Bảo tồn Di tích Cố Đô Huế đã sửa chữa nâng cấp tôn tạo nhiều công trình với tổng kinh phí trên 66 tỷ đồng từ ngân sách địa phương và viện trợ quốc tế trong đó có nhiều công trình giá trị cao như: Ngọ Môn, Thái Hòa, Hưng Tổ Miếu, Long An Điện, Kỳ Đài... Năm 1999 tiếp tục trùng tu một đợt lớn với kinh phí trên 20 tỷ đồng với ngân sách từ chính quyền trung ương Việt Nam là 11,5 tỷ. Cả UNESCO và chính phủ Việt Nam là hai nhân tố quan trọng cùng tác động và hỗ trợ quá trình phục hồi và hồi sinh quần thể di tích Huế. Năm 1998, UNESCO chính thức kiến nghị chấm dứt cuộc vận động quốc tế cứu vãn Huế để chuyển sang giai đoạn ủng hộ sự phát triển bền vững.
Chính phủ Việt Nam đã phê duyệt Dự án quy hoạch bảo tồn và phát huy giá trị khu di tích cố đô Huế từ năm 1995 đến năm 2010 nhằm định hướng cho công cuộc bảo tồn di tích Cố đô Huế. Năm 2019, Thừa Thiên Huế khởi động Đề án “Di dời dân cư, giải phóng mặt bằng khu vực I hệ thống di tích Kinh thành Huế thuộc Quần thể di tích Cố đô Huế”. Đề án thực hiện trong 6 năm, từ năm 2019 đến năm 2025 với kinh phí hơn 4.000 tỷ đồng. Theo đó, người dân sống ở khu vực I di tích Kinh thành Huế đồng ý chuyển đến các khu tái định cư, trả lại không gian để tôn tạo lại di sản.

## Di sản văn hóa vật thể

### Quá trình công nhận của UNESCO
Năm 1951, Quốc gia Việt Nam dưới thời Quốc trưởng Bảo Đại gia nhập UNESCO. Các năm 1971 và 1973, UNESCO 2 lần cử chuyên gia Brown Morton để khảo sát về di tích triều Nguyễn và lượng định khả năng trùng tu. Năm 1974, ông Brown đệ trình lên UNESCO bản báo cáo kỹ thuật nhan đề "The Conservation of Historic Sites and Monuments of Hue". Năm 1976, nước Cộng hòa Xã hội Chủ nghĩa Việt Nam chính thức gia nhập UNESCO và sau đó 2 năm, năm 1978, UNESCO lại cử một chuyên gia tên Pierre Pichard đến khảo sát Huế một lần nữa. Sau khi về Paris, ông Pierre đệ trình lên UNESCO một bản báo cáo nhan đề "La Conservation des Monuments de Huế" (Bảo tồn Di tích Huế). Năm 1980, UNESCO cùng với Chính phủ Việt Nam đề ra kế hoạch hành động "Bảo vệ, Tu sửa và Tôn tạo di tích Huế". 1981, tại Hà Nội, ông Amadou Mahtar M'Bow tổng giám đốc UNESCO đã ra lời kêu gọi cứu vãn Huế và phát động một cuộc vận động quốc tế giúp đưa việc di tu tôn tạo Huế trở lại quỹ đạo ban đầu rồi sau đó họ cử nhiều chuyên gia và đưa nhiều gói viện trợ nhằm hỗ trợ Việt Nam. Đến năm 1987, Việt Nam gia nhập "công ước Bảo vệ Di sản Văn Hóa và Thiên nhiên Thế giới" của UNESCO.
Năm 1990, UNESCO đề nghị Chính phủ Việt Nam lập hồ sơ một số công trình kiến trúc, thiên nhiên trong đó có khu Di tích Huế. Với sự hướng dẫn giúp đỡ của các chuyên gia UNESCO, trong hai năm 1992 và 1993, Trung tâm bảo tồn Di tích Cố Đô Huế đã thực hiện bộ hồ sơ về Quần thể di tích Cố đô Huế nộp lên Hội đồng Di sản Thế giới thuộc UNESCO (ICCROM). Tháng 3 năm 1993, một chuyên gia của ICCROM và IUCN đến Việt Nam để thẩm định giá trị của các khu vực Việt Nam nộp hồ sơ, trong đó có khu di tích Huế và đến tháng 9 năm 1993, Trung tâm Bảo tồn Di tích Cố đô gửi hồ sơ bổ sung cho UNESCO. Ngày 11 tháng 12 năm 1993, trong một phiên họp tại Carthagène (Colombia), Hội đồng đã ghi danh Quần thể di tích Cố đô Huế vào Danh mục Di sản Thế giới. Ngày 2 tháng 8 năm 1994, đích thân Phó Tổng Giám đốc UNESCO, ông Daniel Janicot, đến Huế trao tấm bằng chứng nhận của UNESCO cho Huế có chữ ký của Tổng Giám đốc UNESCO, ông Fédérico Mayor Zaragoza với dòng chữ: "Ghi tên vào danh mục công nhận giá trị toàn cầu đặc biệt của một tài sản văn hóa hoặc thiên nhiên để được bảo vệ vì lợi ích nhân loại".

### Cụm di tích trong kinh thành Huế

#### Kinh thành Huế

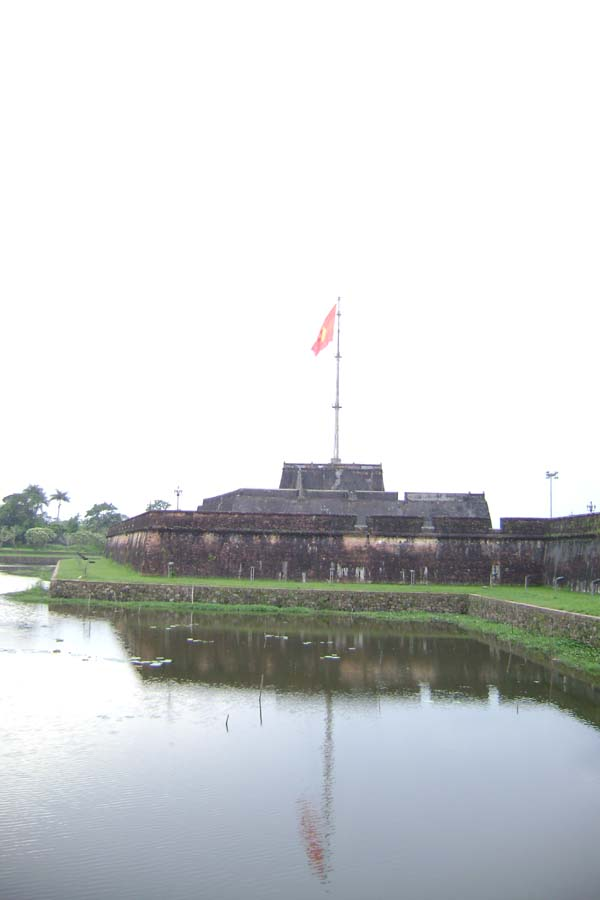
Kỳ Đài và một đoạn thành Huế

Kinh thành Huế được vua Gia Long và đại thần Nguyễn Văn Yến tiến hành khảo sát thực địa vào hai năm 1803 và 1804. Đến mùa hè năm 1805, công trình xây dựng kinh thành bắt đầu được khởi công xây dựng với địa bàn nằm trên khu vực hai chi lưu của sông Hương là Kim Long và Bạch Yến; với mặt bằng nằm trên khu vực 8 làng cổ là: Phú Xuân, Vạn Xuân, Diễn Phát, An Vân, An Hòa, An Mỹ, An Bảo và Thế Lại. Quá trình xây dựng kéo dài không liên tục cho đến tận năm 1823 mới cơ bản hoàn thành dưới triều vua Minh Mạng với sức lao động của hàng vạn lính và dân từ khắp các tỉnh, thành trong cả nước mà chủ yếu đến từ miền Trung Việt Nam. Kinh thành Huế được xây dựng trên một mặt bằng gần như như hình vuông với mặt trước hơi khum hình cánh cung, tuân thủ chặt chẽ theo nguyên tắc kiến trúc của dân tộc Việt Nam xuất phát từ Dịch Lý và thuật Phong Thủy dựa vào các thực thể thiên nhiên để tạo các yếu tố hài hòa về Phong Thủy như núi Ngự là Tiền Án, sông Hương là Minh Đường, cồn Hến và cồn Dã Viên lần lượt là tả Thanh Long và hữu Bạch Hổ và quay mặt về hướng nam theo một quy định của sách Chu Dịch: "Vua quay mặt về phía nam để cai trị, hướng về lẽ sáng để làm việc nước". Vòng tường thành với chu vi 10571 m được xây bó bằng gạch được xây dựng kiến trúc Vauban hay "thành lũy hình ngôi sao" với 24 pháo đài và 10 cửa chính cùng 1 cửa phụ cùng; với một hệ thống hào nước phức tạp. Sau đó, hệ thống công trình kinh thành được liên tục bổ sung tu bổ xây dựng thêm công trình mới 1836, 1839, 1842, 1844, 1846, 1848... Chức năng chính của Kinh thành dùng để phòng vệ, phục vụ sinh hoạt của triều đình và nhà vua. Dù chịu sự tàn phá dữ dội của bom đạn, mà đặc biệt là năm Mậu thân (1968), nhưng cụm công trình này vẫn tồn tại với đầy đủ diện mạo của nó.
Hiện nay, Kinh thành Huế có vị trí trong bản đồ Huế như sau: phía nam giáp đường Trần Hưng Đạo và, Lê Duẩn; phía tây giáp đường Lê Duẩn; phía bắc giáp đường Tăng Bạt Hổ; phía đông giáp đường Phan Đăng Lưu. Bên trong kinh thành, được giới hạn theo bản đồ thuộc các đường như sau: phía nam là đường Ông Ích Khiêm; phía tây là đường Tôn Thất Thiệp; phía bắc là đường Lương Ngọc Quyến và phía đông là đường Xuân 68.

#### Khu vực Đại Nội

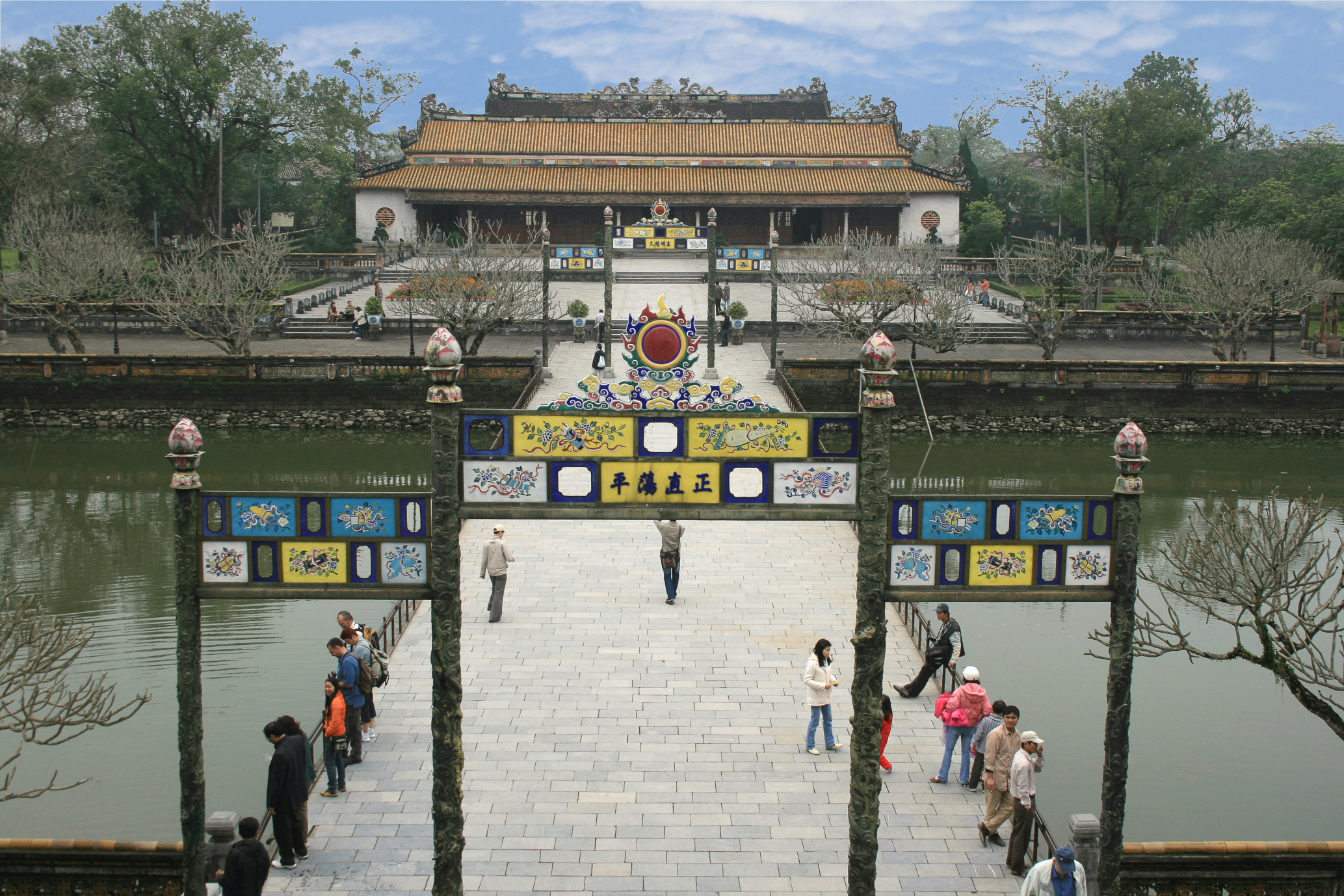
Điện Thái Hoà

Hoàng Thành và Tử Cấm Thành là hai không gian có liên hệ chặt chẽ với nhau với Tử Cấm Thành nằm trong lòng Hoàng Thành, nên thường được gọi chung là Hoàng thành hay Đại Nội. Việc xây dựng hệ thống Hoàng cung này đã được bắt đầu từ năm 1803, nhưng vì đòi hỏi về nơi sinh hoạt ăn ở của Hoàng gia, công trình đã được ưu tiên xây dựng từ năm 1804, trước khi Kinh thành được xây một năm. Việc xây dựng tường thành được đích thân vua Gia Long trực tiếp giao cho hai Đại thần Nguyễn Văn Trương và Lê Văn Chất đứng ra đốc thúc xây dựng. Còn các công trình đền miếu, cung điện quan trọng đều do các quan lớn như Nguyễn Đức Xuyên, Lê Văn Duyệt, Phan Văn Đức, Lê Công Nga chịu trách nhiệm trông coi. Dưới thời vua Gia Long, hầu hết các công trình cơ bản đã hoàn tất như về thờ cúng: Thế Miếu, Triệu Tổ Miếu, Hoàng Khảo Miếu, điện Hoàng Nhân, các công trình phục vụ việc triều chính, sinh hoạt, giáo dục của quan lại, hoàng gia: điện Cần Chánh, cung Trường Thọ, cung Khôn Thái, điện Thái Hòa, viện Thái Y, điện Quang Minh, Điện Trinh Minh, Điện Trung Hòa... Tới thời vua Minh Mạng, ông đã liên tục nâng cấp xây dựng hoàn chỉnh thêm nhiều công trình như cung Trường Ninh,Hiển Lâm Các, Thế Miếu, dời điện Thái Hòa ra phía trước, xây dựng Đại Cung môn, Ngọ Môn, đúc Cửu Đỉnh và nhiều công trình khác như lầu Minh Viễn, sở Thượng Thiện, Đông Các, nhà hát Duyệt Thị... hoàn chỉnh diện mạo kiến trúc của Hoàng thành và Tử Cấm thành. Đời vua sau đó như Thiệu Trị cũng xây dựng được thêm một số công trình như vườn Cơ Hạ, nhà hát Tịnh Quan, hoàn chỉnh nâng cấp Lục Viện và cung Trường Sanh. Tám đời vua kế nghiệp tiếp theo từ Tự Đức đến Duy Tân, do tình hình đất nước khó khăn, kinh tế tài chính suy tàn sa sút, họ chỉ cố gắng giữ những gì mà 3 vị vua đầu triều để lại. Tới thời vua Khải Định và Bảo Đại, họ thực hiện một loạt cải tạo (các cửa Hoàng Thành) hoặc làm mới các công trình kiến trúc (lầu Kiến Trung, Ngự tiền Văn phòng, lầu Tứ Phương Vô Sự, lầu Tịnh Minh...) theo phong cách chịu ảnh hưởng theo phong cách phương Tây. Tất cả chia ra làm 3 khu vực: đại lễ, thờ cúng, sinh hoạt, kho tàng, học tập, làm việc của quan lại và hoàng gia.
Mặt bằng của cụm công trình này có hình chữ nhật với mặt trước mặt sau dài 622m và mặt trái mặt phải dài 604m. Xung quanh tường thành của Hoàng thành là các pháo đài xây nhô ra và hệ thống tường hào bao bọc với 4 cửa để ra vào là Ngọ Môn, Hòa Bình, Hiển Nhân, Chương Đức. Phần tường thành của Tử Cấm thành có hình chữ nhật mặt trước sau 324m và trái phải 290m không có hao bao bọc, chỉ có duy nhất một cửa ngay tường giữa là Đại Cung môn và ba cửa mặt sau là Tường Loan, Nghi Phụng, và Văn phòng môn mới xây sau đó. Mặt trái có ba cửa Đông An, Cấm Uyển và Duyệt Thị có lẽ được trổ thời vua Bảo Đại, mặt phải có hai cửa là Tây An và Gia Tường. Tất cả bố cục đều tuân theo dịch lý, bố trí theo kiểu chặt chẽ và đối xứng từng cặp qua đường trục Ngọ Môn.
Đây là khu vực bị tàn phá rất nặng nề vì bom đạn chiến tranh.

### Các di tích ngoài kinh thành

#### Lăng tẩm các vua Nguyễn
Hầu hết các vua triều Nguyễn đều xây dựng lăng mộ cho mình ngay khi còn sống vì quan điểm sống gởi thác của nhà Nho và triết lý sắc không vô thường của nhà Phật. Các khu lăng mộ xây sẵn có hai chức năng: là nơi khi còn sống các vua thỉnh thoảng lui tới để vui chơi và là nơi chôn cất khi họ mất. Tất cả các lăng đều được xây dựng, quy hoạch theo đúng triết lý phong thủy phương Đông: bất cứ lăng nào cũng tuân thủ các nguyên tắc sơn triều thủy tụ, tiền án hậu chẩm, tả long hữu hổ... đã làm cho các lăng này có được những kiến trúc rất đẹp và thơ mộng. Tuy triều Nguyễn có 13 vua, nhưng vì nhiều lý do kinh tế, chính trị nên chỉ 7 vị vua được xây dựng lăng đó là: Lăng Gia Long, Lăng Minh Mạng, Lăng Thiệu Trị, Lăng Tự Đức, Lăng Đồng Khánh, Lăng Dục Đức, Lăng Khải Định. Mỗi lăng được xây dựng với một kiểu kiến trúc khác nhau, tùy vào hoàn cảnh đất nước thời kỳ các vị vua lúc còn tại vị. Trong đó, hoành tráng nhất có lẽ là lăng Gia Long được xây dựng trên một quần sơn gồm 42 quả đồi lớn nhỏ, trên tổng diện tích khoảng 28 km² với kiến trúc truyền thống Việt Nam. Độc đáo nhất là lăng vua Khải Định là sự kết hợp kiến trúc Đông Tây Kim Cổ với các bức tranh ghép sành sứ độc đáo và không tuân theo bất cứ trường phái kiến trúc nào. Do những điều kiện lịch sử, lăng Dục Đức là lăng tẩm duy nhất chôn cất và thờ tự 3 vua Dục Đức, Thành Thái và Duy Tân.
Hiện nay, qua thời gian các khu di tích này đều đã xuống cấp khá nhiều, gần đây đã bắt đầu có những kế hoạch để trùng tu.

#### Các di tích khác

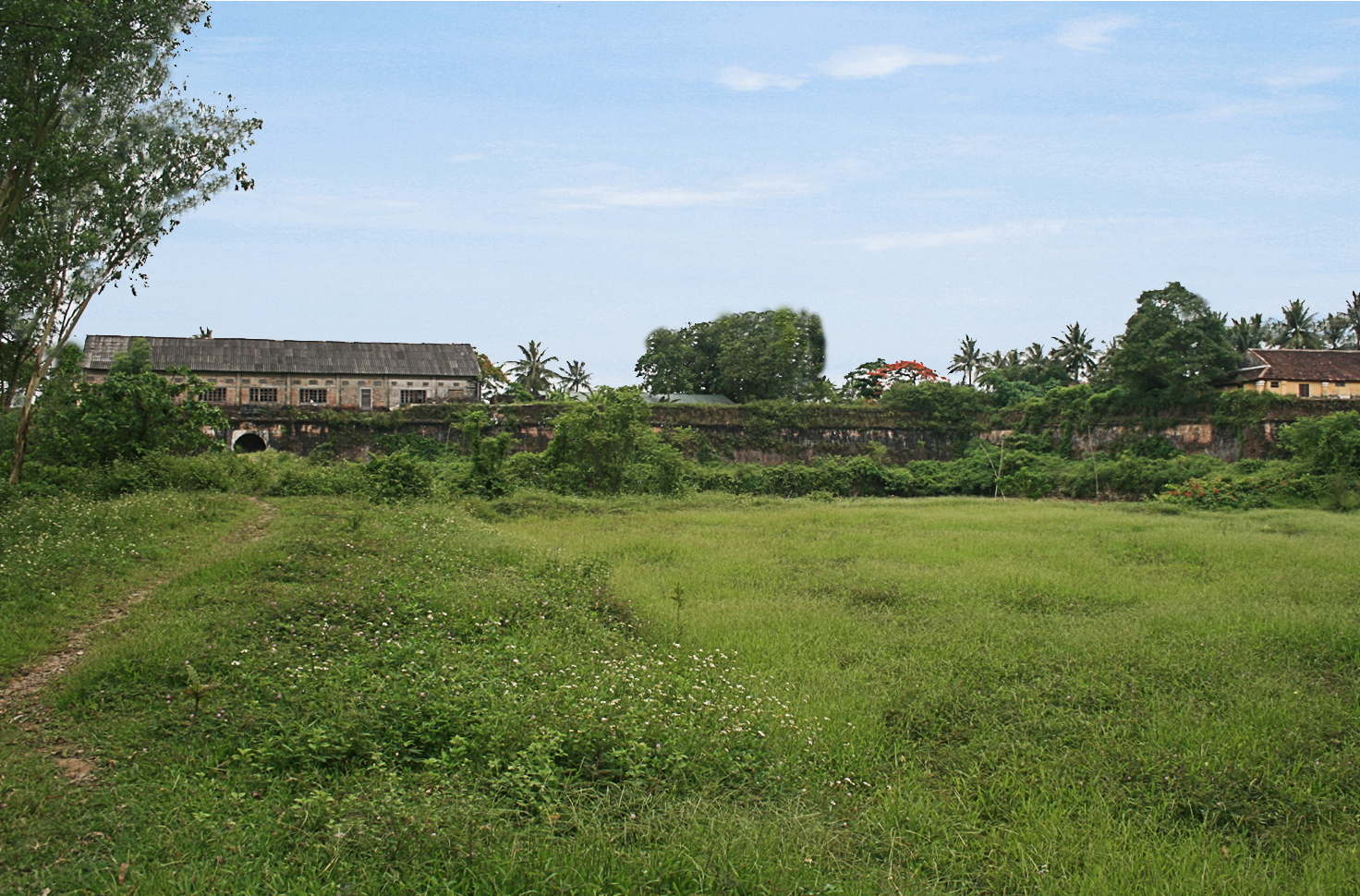
Trấn Bình Đài và cửa Trấn Bình

Trong Quần thể di tích Cố đô Huế còn có một loạt công trình khác phục vụ cho nhiều mục đích khác nhau như: phục vụ giáo dục (Văn Miếu, Võ Miếu, Quốc Tử Giám, Trường Thi...); ngoại giao (Thượng Bạc Viện); quân sự (Trấn Hải Thành) và giải trí (Hổ Quyền). Ngoài các công trình trên, các cơ sở tôn giáo đóng vai trò quan trọng trong chính sách của triều Nguyễn với rất nhiều chùa quán, đền miếu được xây dựng trùng tu như: bốn ngôi quốc tự Thiên Mụ, Giác Hoàng, Diệu Đế, Thánh Duyên và quốc quán Linh Hựu cùng với nhiều chùa chiến, đền miếu nhỏ khác. Việc này đã hình thành thiền kinh của Phật giáo Việt Nam vào thế kỷ 19.

## Di sản văn hóa phi vật thể
Cùng với di sản văn hóa vật thể, di sản văn hóa phi vật thể của Cố đô Huế cũng vô cùng phong phú và có giá trị văn hóa cao. Vào năm 2003, Nhã nhạc cung đình Huế đã được UNESCO công nhận là Kiệt tác truyền khẩu và phi vật thể nhân loại.
Cùng tồn tại với dòng âm nhạc mang tính lễ nghi, cung đình, các loại hình âm nhạc mang tính giải trí tiêu khiển, dân gian của Cố đô Huế cũng được biết đến như một điển hình mang đậm bản sắc riêng của một vùng văn hóa, mộc mạc thuần khiết, đặc thù không pha trộn. Đó là những điệu múa Huế, những vở tuồng Huế, những bài ca Huế đã thu hút sự chú ý của du khách.